# Jardim de Piranhas (kommun)
Jardim de Piranhas är en kommun i Brasilien.   Den ligger i delstaten Rio Grande do Norte, i den östra delen av landet, 1 600 km nordost om huvudstaden Brasília. Antalet invånare är 13 511.
Följande samhällen finns i Jardim de Piranhas:
- Jardim de Piranhas

Omgivningarna runt Jardim de Piranhas är huvudsakligen savann. Runt Jardim de Piranhas är det mycket glesbefolkat, med 7 invånare per kvadratkilometer.